# Saint-Sauveur-de-Carrouges
Saint-Sauveur-de-Carrouges é uma comuna francesa na região administrativa da Normandia, no departamento Orne. Estende-se por uma área de 11,68 km². Em 2010 a comuna tinha 255 habitantes (densidade: 21,8 hab./km²).